# ヒルティ
ヒルティ（独: Hilti AG）は、リヒテンシュタイン公国のシャーン市に本社を置く、建設用の工具・材料を製造・販売する企業。

## 概要
世界120ヶ国以上に拠点を置く、ヨーロッパを代表する多国籍企業の1つである。2024年のヒルティ社の売上は日本円で1兆円超。従業員数は全世界で3万人超。建設現場で使われるドリルやブレーカー（ハツリ機）、鋲打機、あと施工アンカー、チャネル材などを得意とする。自らをトータルファスニングメーカーと称し、物の取り付けに関る材料と工具を現場の全工程を踏まえて、直営の営業マンが最適な提案を行う。
高価格戦略をマーケティングの基本としている。そのための付加価値として、先駆的な機能・性能に加えて、疲れにくさや洗練されたデザイン、盗難防止装置等（2010年1月現在、日本向け製品には設定無し）、性能表にあらわれない部分にも力を入れている。最近では、コンサルティングや保証期間の延長、貸出機サービス付きのリース契約といった、サービス分野での取り組みも評価されている。
ヨーロッパ市場でのシェアは非常に高い。日本でのシェアは決して高くはないが、建設現場においては、鋲打機やハンマードリルを「ヒルティ」とよぶことがある。または日本で一番使われている雌ネジアンカーである内部コーン式打ち込みアンカーはヒルティ発祥であり、日本では「ヒルティアンカー」と呼ぶことがある。なお、火薬式鋲打機に関しては国内市場をほとんど独占している。
ヒルティの経営方針は、大規模な敵対的企業買収（M&A）を実施せず、労働者の処遇を優先・尊重するとされている。2011年に発表された「働きがいのあるグローバル企業（Great Place to Work）」において世界ベスト15位に選出された。これは米国企業を除けば第2位である。
コーポレートカラーは赤。製品は赤と黒を基調としてデザインされている。コーポレートステートメントは「Making Construction Better(建設業をより良く)」。

## 沿革

### Hilti Corp.
ヒルティは創業者の姓。ドイツの自動車部品会社などを勤めた工学博士Martin Hilti（マルティン・ヒルティ 1915年 - 1997年、英語はマーチン）が、実兄のEugen Hilti（オイゲン・ヒルティ、1911年 - 1964年、英語はユージン）他数人の友人と共に、1941年に工具製造会社Maschinenbau Hilti OHGを興した。1960年にHilti Corporationと改称し、現在に至る。2007年4月現在、Martinの子息であるMichael Hilti（ミヒャエル・ヒルティ 1946年-、英語はマイケル）が取締役会・会長を務めている。社長兼CEOはイタリア系スイス人のPius Baschera（ピウス・バスケラ 1950年 - ）である。
ヒルティがリヒテンシュタインに本社を置いていることについて、タックス・ヘイヴンとの関係を指摘されることがあるが、ヒルティ一族は17世紀、つまりリヒテンシュタインの建国以前からこの地域に居住しているとされており、それを正当な理由とすべきであろう。
ヒルティは株式を上場していない。これは、長期的で一貫した経営方針を維持するためと説明されている。かつては上場企業であり、1980年にマルティン・ヒルティ家族信託に全ての株式を寄託した後、1986年にはスイスの証券取引所に参加株式（議決権のない株式）を上場した。その後、2000年に議決権株式を全て買収し、2003年に参加株式（議決権のない株式）の上場を廃止した。2007年現在は参加株式の約99%についてもマルティン・ヒルティ家族信託が保有している。

### ビジネス
ヒルティは実店舗はなく、直接営業マンが現場や事務所に赴き、現場の状況や顧客が気づいていない解決できる課題を理解した上で、最適な提案をする。そのため、工具屋や建材屋が出来ない高品質なコンサルティングを行うことができる。

### 日本法人
日本法人の日本ヒルティ株式会社は1968年4月12日にHilti Corporationと伊藤萬株式会社との合弁企業として設立された。当初の会社名はヒルティ販売株式会社。通称は伊藤萬ヒルティだった。1973年に社名を日本ヒルティ株式会社と変更。 1992年にHilti Corporation 100％出資の子会社となった。
日本ヒルティでは実店舗はなく、製品やサービスの利用の際は営業マン、電話、ECサイトからの申し込みが必要になる。
ヒルティ本社がグローバル展開をしているため、日本ヒルティに本社からリヒテンシュタイン人（ドイツ系）が派遣されるケースは極めて少ない。日本ヒルティは東アジア支社に属しているため、アジア系また本社経由でのヨーロッパ系をはじめとする様々な国籍の人が働いている。このために、日本ヒルティは社内で普段から英語を活用して、特にマネージャー以上、または海外支社と連携を図る必要がマーケティングやファイナンス部などでは英語が必須である。

## 製品

### 主な製品
ポジショニング製品群
鉄筋探査機、レーザー墨出し機、レーザー距離計、回転レーザー、ポイントレーザー
ドリル・ハツリ製品群
ロータリーハンマードリル、コンビハンマードリル、回転ドリル、ハツリ機、スクリュードライバー、インパクトドライバー、各種ビット類
ダイヤモンド製品群
ダイヤモンドコアドリル、水リサイクル装置、掃除機、ウォールソー、ワイヤーソー
切断・研磨製品群
アングルグラインダー、電動鋸、ジグソー
鋲打機製品群
火薬式鋲打機、ガス式鋲打機、電動式鋲打ち機
アンカー製品群
金属アンカー、プラスチックアンカー（プラグ）、接着系アンカー、引抜試験機
化成品製品群
ウレタンフォーム、防火区画貫通部防火システム
（注：日本に導入されているもののみ列挙）
特注建材
　　耐震架台

### 代表的な機能と特徴
ニューロンバッテリー
　　一般的な電動工具は製品の種類に合わせて様々なバッテリーを購入する必要があるが、ヒルティの電動工具は22ボルトのバッテリーですべて動かすことができる。理由は独立した高性能電池と極太の銅線を使用することで強力なパワーを発揮する。
エレクトロニューマティック
ハンマードリルやブレーカーの打撃方式。空気鉄砲のようにピストンを叩きつける。反動を空気が圧縮しつつ受け止めるため、衝撃が小さくなり、振動の低減と耐久性の向上につながる。駐退機が付いているようなもの。
ATC（アクティブ トルク コントロール）
回転工具による振り回し事故を防止するため、ドリル本体の回転を検知するとモーターを止める。
AVR（アクティブ バイブレーション リダクション）
スプリングやカウンターウェイト等により振動を軽減する機構。
CPC（コードレス パワー ケア）
リチウムイオンバッテリーのコントロールシステム。電池残量表示、過負荷時の自動停止、セルの個別管理等がうたわれている。
TPS（セフト プロテクション システム）
盗難防止装置。ワイヤレスキーが近くにないと作動しない（2009年1月現在、日本には導入されていない）。

## 特徴的なサービス
ヒルティはメーカー直販という販売手法で成長してきた企業であるが、日本への進出にあたって販売店の協力を求めたという経緯があり、国内では販売店と直接販売との併売の形をとっている。かつてはヒルティの直営店舗を全国に展開していたが、現在直営店舗はなく、直行直帰の営業担当者が顧客サービスを行う。
前述したように、ヒルティはサービスに大きな力を注いでいる。2024年現在、ほとんどの工具類に対して下のようなサービスが提供されている。
- 永久サポート
  - 無償修理保証（最大2年）
  - 修理品質保証（3か月）
  - 永久メーカー品質保証
  - 修理上限金額
  - 72時間の修理時間

- フリートマネジメント（フリートマネジメントはヒルティにおける特別な顧客への優遇サービスとして扱われている。そのため支払いに滞りが発生したり、ヒルティ側より信用を失った場合には、フリートマネジメントだけでなく全てにおける取引を停止されることとなる。しかし、フリートマネジメント契約中は下記項目のように契約機の修理費を含む殆どのサービスが無料（月額使用量内）でうけられることから、特に複数台数を毎日のように酷使するような場合には、これ以上なく優れたサービスといえる）
  - リース契約
  - 修理、定期メンテナンス、が契約期間中ならば何度でも無料
  - バッテリーの修理
  - 校正証明書、トレーサビリティチャートが無料
  - 修理預かり期間中の代替機無料サービス
  - フリート契約機が盗難にあった場合、残債の80%をヒルティが負担する。
  - フリートマネジメント契約者のみのツールのレンタル（最短期間3日）
  - 水没保障
- オントラック（資産管理システム。ヒルティ製品関係なくブルートゥースタグを貼り、それを専用受信機や携帯で場所や校正のタイミングなどを管理することができる。メリットとしては紛失、過剰購入、道具を探す時間などを未然に防ぎ時間や金銭的なコストを削減することができるサービス）